# Cees Heuff
Cornelis Antonie (Cees) Heuff (Nijmegen, 24 juni 1933 - Kerk-Avezaath, 23 maart 1993) was een Nederlands kunstschilder.

## Biografie
Cees Heuff groeide op in Nijmegen en bezocht van 1951 tot 1956 de Academie voor Beeldende Kunsten en Kunstnijverheid in Arnhem, waar hij onder meer les had van Fred Sieger. Hij schilderde, aquarelleerde en tekende in expressionistische stijl landschappen, stadsgezichten en portretten en illustreerde verschillende boeken.
Heuff schreef in 1991 het boek Geen verloren jaren over zijn jeugd in Nijmegen tijdens de oorlog. Hij illustreerde dit boek zelf met pentekeningen. 